# Eliurus petteri
Eliurus petteri és una espècie de mamífer rosegador de la família dels nesòmids. És endèmic de l'est de Madagascar, on viu a altituds d'entre 450 i 1.145 msnm. Probablement es tracta d'un animal arborícola o grimpador. El seu hàbitat natural són els boscos humits de plana. Està amenaçat per la desforestació.
L'espècie fou anomenada en honor del zoòleg francès Francis Petter.